# Studia Źródłoznawcze
Studia Źródłoznawcze. Commentationes – polskie czasopismo poświęcone naukom pomocniczym historii i źródłoznawstwu, czyli klasyfikacji źródeł historycznych, metodom badań i krytyki właściwym dla poszczególnych rodzajów źródeł oraz edytorstwu źródeł historycznych w zakresie czasowym od starożytności do XIX wieku, wydawane od 1957 roku przez Instytut Historii Polskiej Akademii Nauk. Na jego łamach publikuje się studia i artykuły, materiały, edycje krytyczne niewielkich źródeł historycznych, recenzje i zapiski krytyczne z bieżących publikacji mieszczących się w profilu wydawnictwa, a także kronikę naukową. Zostało założone przez środowisko mediewistów poznańskich i warszawskich. Przez szereg lat było redagowane jednocześnie w Poznaniu i Warszawie. 
W skład pierwszego komitetu redakcyjnego weszli Aleksander Gieysztor, Gerard Labuda i Brygida Kürbis jako sekretarz, która od 1958 roku stała się członkiem komitetu. W latach 1958–1987 sekretarzem komitetu redakcyjnego był Ryszard Walczak. Kolejnymi sekretarzami byli Tomasz Jasiński i Danuta Zydorek. W 1969 roku do komitetu redakcyjnego dołączył Ireneusz Ihnatowicz. Tomy 19 i 20 za lata 1974 i 1976 przygotowane zostały przez komitet poszerzony o Emanuela Rostworowskiego. W 1976 roku wszedł do niego Ryszard Kiersnowski, w 1990 roku Maria Koczerska, Stefan K. Kuczyński i Józef Szymański.
Od tomu 37 (2000) „Studia Źródłoznawcze” ukazują się w Warszawie. W skład komitetu redakcyjnego weszli: Zbigniew Dalewski, Maria Koczerska (redaktor), Stefan K. Kuczyński (redaktor) i Marek Słoń (sekretarz). W 2001 roku skład komitetu poszerzono o Marię Starnawską, w 2009 roku o Piotra Węcowskiego i Annę Salinę (sekretarza), w 2011 roku o Andrzeja Rachubę (redaktor), w 2012 roku o Marka Daniela Kowalskiego. W 2016 roku funkcję sekretarza pełnił Jacek Adamczyk. W latach 2010, 2013–2015, 2017–2019 sekretarzem redakcji była Marta Piber-Zbieranowska, która w 2020 r. została członkiem komitetu redakcyjnego. W okresie 2013–2022 funkcję asystenta redakcji pełnił Rafał Rutkowski. W 2020 r. drugim redaktorem naczelnym (w miejsce Marii Koczerskiej) został Piotr Węcowski, a sekretarzem komitetu redakcyjnego Hanna Rajfura. W 2021 r. w skład redakcji weszła Joanna Szady, a w 2024 r. Adrian Jusupović.
Od 2020 r. funkcję redaktora naczelnego pełnią wspólnie Piotr Węcowski (WH UW) oraz Andrzej Rachuba (IH PAN). 
„Studia Źródłoznawcze” są czasopismem recenzowanym. Znajdują się na liście European Science Foundation (ERIH PLUS) oraz w wykazie czasopism punktowanych Ministerstwa Nauki i Szkolnictwa Wyższego (100 punktów – od 2021 roku). Pierwotną wersją czasopisma jest wydanie cyfrowe. „Studia Źródłoznawcze” wydawane są na zasadach open acces na licencji CC BY-ND. 